# 인디아나 존스 (등장인물)
《인디아나 존스》(Indiana Jones)는 조지 루카스가 구상한 가상의 인물로 《인디아나 존스》 시리즈의 주인공이다. 1981년에 개봉한 모험영화 《레이더스》에서 처음 등장했다.